# Castellanethes sanfilippoi
Castellanethes sanfilippoi är en kräftdjursart som beskrevs av Alessandro Brian 1952. Castellanethes sanfilippoi ingår i släktet Castellanethes och familjen Trichoniscidae. Inga underarter finns listade i Catalogue of Life.